# GOOD BYEグッドバイ
『GOOD BYEグッドバイ』は、森田童子の1枚目のオリジナル・アルバム（デビュー・アルバム）。1975年11月21日にポリドール（現：ユニバーサルミュージック合同会社）より発売された。

## 概要
- コピーは「君とおなじ青春のまっただなかにいるひとりの孤独なシンガー・ソング・ライターが君に送る手紙です。今、これを君に送ります。」[1]
- ジャケット写真は東京都江東区の夢の島と中央区の晴海埠頭にて撮影された[2]。
- ポリドール盤ではタイトル表記が「GOOD BYEグッドバイ」であったが、1980年以降の再発では「good-byeグッド・バイ」となっている。
- 1980年にポリドールからワーナー・パイオニア（現ワーナーミュージック・ジャパン）に移籍した際、初期4作品が、ジャケットをモノクロ化及び一部を変更し、写真譜、語録などの特典付でレコードがワーナー・パイオニアから再発売された。
- 1988年にこのアルバムを含む初期4作品がCD化された。ジャケット及びブックレットは80年再発LP盤が基盤になっている。
- 1993年にドラマ『高校教師』がヒットした際、このアルバムを含むアルバム7作が、88年盤から、ジャケット及びブックレットをリニューアルし（オリジナル・レコード盤のジャケットを再現せず、再トリミング、加工、差し替えなどが施されている）、ワーナーミュージック・ジャパンからCDで再発売された。
- 2016年7月に本作を含むオリジナル・アルバム7作、ベスト・アルバム2作（内1作初CD化）の計9タイトルが、小澤賢太郎（音楽出版ジュンアンドケイ）の企画・監修で、ユニバーサルミュージック／USMジャパンより、オリジナル・マスター・テープからデジタル・リマスタリングされた音源／SHM-CD仕様で復刻。ジャケットは一部を除いて、オリジナル・レコード盤の仕様、歌詞カードのデザインは1993年CD盤の仕様を基盤に構成された（軌跡とディスコグラフィは割愛されている）。また9作全てがオリコンにチャート・インした。この作品では、23年振りの再発売、今回タイトル表記が久しぶりに「GOOD BYEグッドバイ」に戻り、オリジナル・レコードのジャケットから復元している。

## 収録曲

### LP
| 全作詞・作曲: 森田童子、全編曲: 木森敏之。 |                          |          |            |      |
| #                                          | タイトル                 | 作詞     | 作曲・編曲 | 時間 |
| 1.                                         | 「早春にて」             | 森田童子 | 森田童子   | 3:16 |
| 2.                                         | 「君は変わっちゃったネ」 | 森田童子 | 森田童子   | 3:01 |
| 3.                                         | 「まぶしい夏」           | 森田童子 | 森田童子   | 3:06 |
| 4.                                         | 「雨のクロール」         | 森田童子 | 森田童子   | 1:57 |
| 5.                                         | 「地平線」               | 森田童子 | 森田童子   | 6:23 |
| 合計時間:                                  | 合計時間:                | 17:43    |            |      |

| 全作詞・作曲: 森田童子、全編曲: 木森敏之（M-5, 編曲: 早川博二）。 |                              |          |            |      |
| #                                                                 | タイトル                     | 作詞     | 作曲・編曲 | 時間 |
| 1.                                                                | 「センチメンタル通り」       | 森田童子 | 森田童子   | 3:38 |
| 2.                                                                | 「淋しい雲」                 | 森田童子 | 森田童子   | 3:24 |
| 3.                                                                | 「たんごの節句」             | 森田童子 | 森田童子   | 3:23 |
| 4.                                                                | 「驟雨（にわかあめ）」       | 森田童子 | 森田童子   | 3:05 |
| 5.                                                                | 「さよなら ぼくの ともだち」 | 森田童子 | 森田童子   | 4:28 |
| 合計時間:                                                         | 合計時間:                    | 17:58    |            |      |

### CD
| 全作詞・作曲: 森田童子、全編曲: 木森敏之（M-10, 編曲: 早川博二）。 |                              |          |            |      |
| #                                                                  | タイトル                     | 作詞     | 作曲・編曲 | 時間 |
| 1.                                                                 | 「早春にて」                 | 森田童子 | 森田童子   | 3:16 |
| 2.                                                                 | 「君は変わっちゃったネ」     | 森田童子 | 森田童子   | 3:01 |
| 3.                                                                 | 「まぶしい夏」               | 森田童子 | 森田童子   | 3:06 |
| 4.                                                                 | 「雨のクロール」             | 森田童子 | 森田童子   | 1:57 |
| 5.                                                                 | 「地平線」                   | 森田童子 | 森田童子   | 6:23 |
| 6.                                                                 | 「センチメンタル通り」       | 森田童子 | 森田童子   | 3:38 |
| 7.                                                                 | 「淋しい雲」                 | 森田童子 | 森田童子   | 3:24 |
| 8.                                                                 | 「たんごの節句」             | 森田童子 | 森田童子   | 3:23 |
| 9.                                                                 | 「驟雨（にわかあめ）」       | 森田童子 | 森田童子   | 3:05 |
| 10.                                                                | 「さよなら ぼくの ともだち」 | 森田童子 | 森田童子   | 4:28 |
| 合計時間:                                                          | 合計時間:                    | 35:41    |            |      |

## クレジット
- Produced by Music Pubrishers Jun & Kei
- Director：三坂洋
- Mixer：北川照明
- Art Director：黄大河
- Photo：高梨豊
- Design：酒井治（P.C.C）

## 発売形態
| 形態   | 発売日         | 品番      | 発売元                                | 備考                                                                                   |
| ------ | -------------- | --------- | ------------------------------------- | -------------------------------------------------------------------------------------- |
| LP     | 1975年11月21日 | MR-5071   | ポリドール                            | ジャケットには「まぶしい夏」、裏面に「さよならぼくのともだち」の歌詞が掲載されている。 |
| LP     | 1980年04月25日 | L-6301A   | ワーナー・パイオニア                  | 【LP再発】                                                                             |
| CT     |                | CR-2071   | ポリドール                            |                                                                                        |
| CT     | 1980年04月25日 | LKF-1002  | ワーナー・パイオニア                  | 【CT再発】                                                                             |
| CD     | 1988年03月25日 | 25XL-264  | ワーナー・パイオニア                  | 【初CD化】                                                                             |
| CD     | 1993年04月10日 | WPCL-747  | ワーナーミュージック・ジャパン        | 【CD再発】                                                                             |
| SHM-CD | 2016年07月20日 | UPCY-7156 | ユニバーサルミュージック／USMジャパン | 【CD再発】2016年デジタルリマスタリング。                                               |

## カバー
地平線
- スラップ・ハッピー・ハンフリー[注 1] - カバーアルバム『SLAP HAPPY HUMPHREY』に収録（1994年11月25日に発売[3]）。

センチメンタル通り
- スラップ・ハッピー・ハンフリー[注 1] - カバーアルバム『SLAP HAPPY HUMPHREY』に収録（1994年11月25日に発売[3]）。